# Goin' On
«Goin' On» es una canción escrita por Brian Wilson y Mike Love para la banda de rock estadounidense The Beach Boys. Se editó en sencillo con «Endless Harmony» como lado B, alcanzó el puesto 83 en Billboard Hot 100. Se incluyó en el álbum Keepin' the Summer Alive de 1980, y fue compilada en los álbumes Good Vibrations: Thirty Years of The Beach Boys de 1993 y The Greatest Hits - Volume 3: Best of the Brother Years 1970-1986 de 2000.